# 정형행동

같은 행동을 반복하는 코끼리

정형행동(定型行動, stereotypy), 혹은 상동증(常動症)은 반복적이거나 의례적인 행동이다. 정형행동은 몸을 흔드는 것과 같은 간단한 움직임일 수도 있고, 자신을 쓰다듬거나, 다리를 꼬고 풀거나, 제자리걸음을 하는 것과 같은 복잡한 움직임일 수도 있다. 이러한 행동은 특히 자폐 스펙트럼 장애가 있는 사람과 시각 장애 아동에게서 발견되며, 지적 장애, 지연성 운동이상증, 정형행동 장애에서도 나타나지만, 신경학적으로 정상적인 개인에게서도 나타날 수 있다. 연구에 따르면 정형행동은 일부 유형의 조현병과 관련이 있는 것으로 나타났다. 전두측두엽 치매도 반복적인 행동과 정형행동의 흔한 신경학적 원인이다. 정형행동에 대한 여러 가지 원인이 가설로 제시되었으며, 몇 가지 치료법도 가능하다.
정형행동은 때때로 자폐증에서 자기 자극 행동이라고 불리는데, 이는 하나 이상의 감각을 자극하는 기능이 있다는 가설에 따른 것이다.
전두측두엽 변성 환자의 절반 이상(60%)이 정형행동을 보였다. 전두측두엽 변성 환자의 정형행동 발병 시기는 수년(평균 2.1년)이 될 수 있다.

## 틱과의 구별
틱과 마찬가지로 정형행동은 패턴적이고 주기적이며, 피로, 스트레스, 불안에 의해 악화된다. 틱과 달리 정형행동은 보통 3세 이전에 시작되며, 더 많은 신체 부위를 포함하고, 더 리듬적이며 덜 무작위적이며, 예비 충동보다는 다른 활동에 몰두하는 것과 더 관련이 있다. 초기 틱의 예로는 눈 깜박임과 헛기침이 있으며, 팔 흔들기는 더 흔한 정형행동이다. 정형행동은 틱처럼 끊임없이 변화하고 악화와 완화를 반복하는 특성이 없으며 수년 동안 일정하게 유지될 수 있다. 틱은 보통 짧은 시간 동안 억제할 수 있지만, 반대로 아동은 정형행동을 의식적으로 제어하려고 시도하는 경우가 거의 없으며, 단지 다른 것에 의해 주의가 분산될 수 있다.

## 제안된 원인
정형행동에는 여러 가지 가능한 설명이 있으며, 다른 정형화된 행동에는 다른 설명이 있을 수 있다. 널리 알려진 설명은 자기 자극 행동으로, 특정 정형화된 행동이 감각 입력과 관련된 기능을 가지고 있다는 가설이다. 다른 설명으로는 정형행동이 긴장을 해소하거나 좌절감을 표현하는 것, 주의나 강화 또는 감각 자극에 대한 필요를 전달하는 것, 학습되거나 신경병리학적인 것이거나 이 둘의 조합이라는 가설, 또는 특별한 설명이 필요 없는 정상적인 행동이라는 가설 등이 있다.

## 관련 용어
펀딩(Punding)은 원래 만성 암페타민 사용자에게서 나타나는 복잡하고 지속적이며 무의미하고 정형화된 행동을 설명하기 위해 만들어진 용어이다. 나중에 파킨슨병에서도 기술되었다. 펀딩은 일반적인 물품을 분류하거나 수집하거나 조립 및 분해하는 것과 같은 반복적인 기계적 작업을 수행하려는 강박적인 충동이다. 펀딩은 레보도파와 같은 도파민성 약물로 치료받는 파킨슨병 환자에게서 발생할 수 있다.
트위킹(Tweaking)은 강박적 또는 반복적 행동을 나타내는 속어이며, 메스암페타민 또는 기타 약물 사용의 현저한 증상을 보이는 사람을 지칭한다.

## 동물에게서
동물행동학에서는 정형행동은 반복적이고 형태학적으로 동일하며 명확한 목표나 기능이 없는 형질적 행동들을 일컫는 용어이다. 이러한 행동은 오직 척박한 환경, 정해지거나 제한된 먹이 공급, 사회적 박탈 및 기타 좌절을 겪는 동물에게서만 나타나기 때문에 "비정상적"이라고 정의되어 왔다. 반면 자연 환경의 "정상" 동물에게서는 발생하지 않는다. 이러한 행동은 자해나 번식 성공률 감소와 같은 부적응적 행동을 포함할 수 있으며, 실험 동물에서는 행동 연구를 혼란시킬 수 있다. 상동적인 행동은 궁극적으로 동물이 정상적인 행동 욕구를 충족시키지 못하게 하는 인공적인 환경 때문에 발생하는 것으로 여겨진다. 이 행동을 비정상적이라고 부르기보다는 "비정상적인 환경을 나타내는 행동"이라고 묘사해야 한다고 제안되었다.
상동적인 행동은 또한 변동성이 낮은 정상적인 행동을 의미할 수도 있다. 예를 들어, 포유류의 씹는 주기나 물고기가 흡입 먹이를 이용하여 먹이를 잡는 경우 등이 있다. 고도로 상동적인 움직임은 기계적 제약(예: 뼈가 기계적으로 연결된 독사나 물고기의 두개골), 엄격한 신경 제어(포유류의 씹기처럼), 또는 이 둘 모두 때문일 수 있다. 상동성의 정도는 같은 행동을 하는 밀접하게 관련된 종들 사이에서도 현저하게 다를 수 있다.

## 발생 및 지속

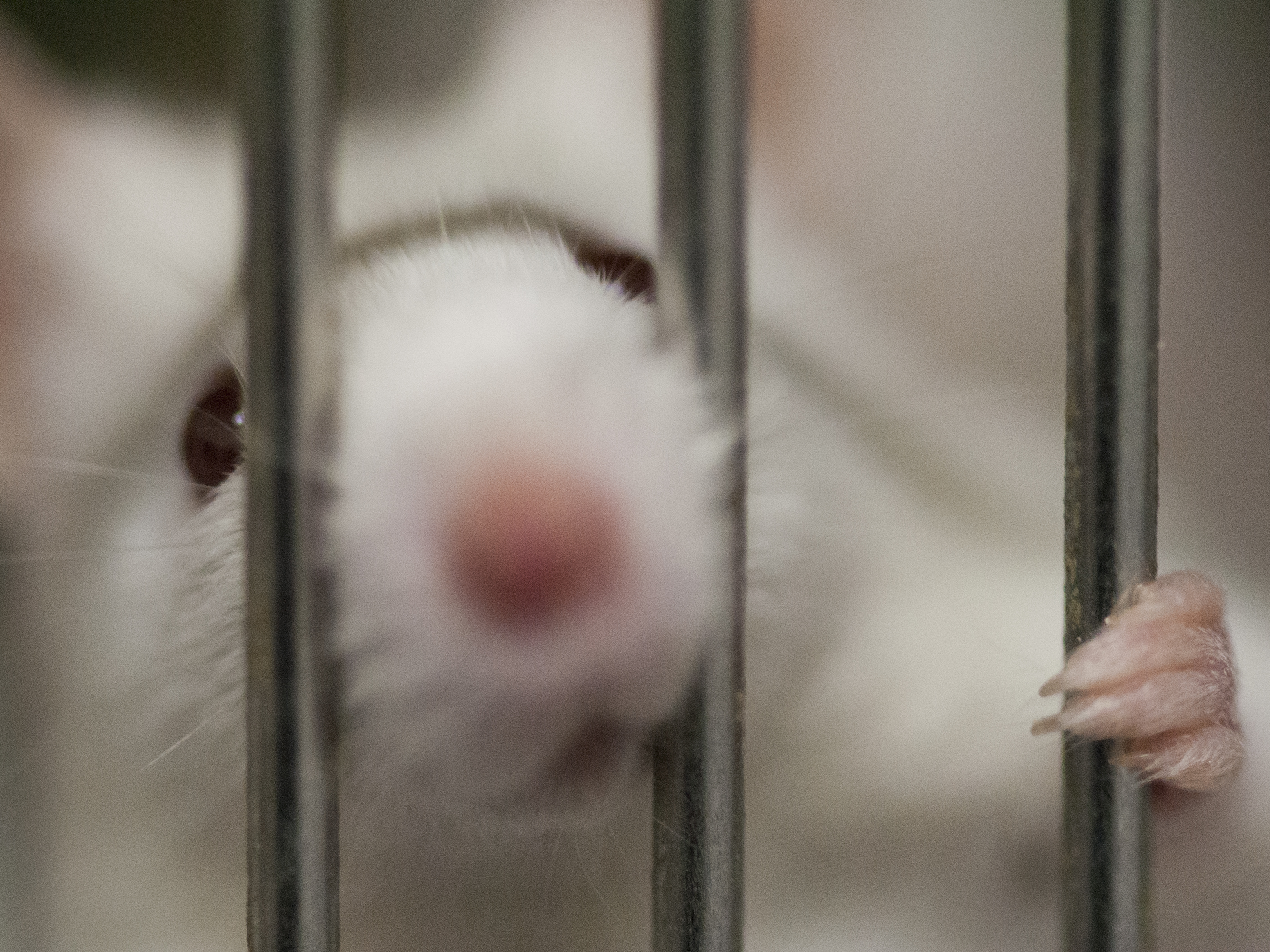
우리 안 쥐의 탐색적 킁킁거림 행동. 우리 안 쥐의 철사 갉아먹기 정형행동 발달로 이어질 수 있다.

정형행동은 정형행동의 동기 변화로 인해 시간이 지남에 따라 개체에서 일반적으로 증가한다. 정형행동의 확립은 사육 환경 내 여러 요인 때문일 수 있다. 사육 환경 내에서 정형행동 확립에 영향을 미칠 수 있는 요인 중 하나는 우리 밖으로 향하는 탐색 행동이다. 연구에 따르면 쥐에게서 흔히 볼 수 있는 철사 갉아먹기 같은 상동 행동은 이러한 탐색 행동에서 비롯될 수 있다. 쥐가 우리 막대 위에 올라갈 때, 코를 막대 사이에 넣어 우리 밖을 자주 킁킁거리려고 시도하는 것이 관찰되었다. 이 과정에서 쥐는 가끔 막대를 물기도 한다. 시간이 지남에 따라 막대를 물어뜯는 빈도는 증가하는 반면 킁킁거리는 빈도는 감소하여 결국 쥐는 철사 갉아먹기 정형행동만 남게 된다. 정형행동 발달이 탐색 행동의 영향을 받는다는 강력한 증거가 있지만, 이러한 탐색 행동 뒤의 메커니즘은 여전히 불분명하다. 이는 우리 밖의 매력적인 자극의 결과일 수도 있고, 우리를 탈출하려는 동기에서 비롯될 수도 있다.
상동적인 행동의 지속은 기저핵에 미치는 영향과 그 표현에서 습관이 확립되는 것으로 설명할 수 있다. 인간 연구에 따르면 배측 기저핵의 손상은 사람이 두 가지 운동 행동 사이를 전환하기 매우 어렵게 만들어 지속적으로 같은 행동을 수행하게 할 수 있다. 유사한 운동 행동 전환의 어려움은 붉은쥐에서도 관찰되었는데, 이는 기저핵 기능 장애가 설치류 및 기타 동물에서 정형행동 발달의 한 요인일 수 있음을 시사한다.
습관의 중단이나 종료는 초기 행동보다 훨씬 더 지루하고 어렵다. 정형행동이 발달함에 따라 더욱 쉽게 유발되며, 원래의 상황에서만 표현되는 것이 아니라 명백한 스트레스나 갈등이 없는 경우에도 표현될 수 있다. 정형행동이 습관으로 발전하고 해당 습관을 중단하는 것이 어렵다는 점은 정형행동의 빈도가 나이가 들면서 증가할 것으로 예상되는 이유를 설명한다. 또한 정형행동의 지속이 정형행동이 있는 동물과 없는 동물 사이의 행동적 차이 때문일 수 있다는 연구도 있다. 연구된 행동적 차이 중 하나는 상동 행동을 보이는 동물에게서 더 높은 소거 저항성이 나타난다는 점이다. 소거 저항성은 동물이 학습된 반응을 멈출 수 없을 때 발생한다. 길들여진 개에 대한 연구에서는 일반적인 상동 행동을 보이는 개가 다른 개보다 간단한 실험 과제에서 더 높은 소거 저항성을 보였다. 이러한 상관관계는 개 상동 행동이 발달 초기에 어떤 방식으로든 강화되었고, 이 개들이 소거에 대한 저항성이 높기 때문에 지속되었을 수 있음을 시사한다.

## 사례
많은 정형행동은 감금으로 인해 유발될 수 있다. 예를 들어, 고양이는 동물원 우리 안에서 왔다 갔다 한다. 먹이 공급이 제한된 임신한 암퇘지는 우리 막대를 물고 입안에 아무것도 없는 채로 씹는다. 실험실 쥐와 생쥐에게서 털 다듬기는 수면 외에 가장 흔한 활동이며, 털 다듬기 정형행동은 불안 및 우울증의 여러 동물 모델을 연구하는 데 사용되었다.
상동적인 행동의 예시로는 서성거림, 흔들림, 원형으로 헤엄치기, 과도한 수면, 자해(깃털 뽑기 및 과도한 털 다듬기 포함), 우리 막대 깨물기 등이 있다.
정형행동은 영장류, 조류, 식육목을 포함한 많은 종에서 관찰된다. 동물원의 코끼리 중 최대 54%가 상동 행동을 보인다. 상동 행동은 사육된 기린에게서도 흔히 나타난다. 다양한 정형행동을 보이지만, 주로 무생물을 핥는 행동을 하는데, 이는 자연적인 먹이 찾기 및 먹이 섭취 행동의 제약과 관련이 있을 수 있다. 마구간에 갇힌 말에게서 정형행동은 잘 알려져 있으며, 특히 불충분한 운동과 함께 갇히는 결과로 흔히 발달한다. 이는 구어적으로 마구간 악벽이라고 불린다. 이는 씹고, 차고, 반복적인 움직임으로 인해 시설 손상을 초래할 뿐만 아니라, 해결되지 않으면 동물에게 건강상의 문제로 이어질 수 있어 말 관리 문제가 된다.
아시아흑곰과 태양곰도 우리에 갇히면 정형행동을 보인다. 이 종들의 흔한 정형행동에는 머리 흔들기와 턱 조이기가 있다.
정형행동은 개에게서도 볼 수 있다. 개에게 흔한 상동 행동으로는 원형으로 돌기, 빛 응시, 파리 잡기 등이 있다.

## 해결책
상동적인 행동은 때때로 더 크고 자극적인 우리, 훈련, 동물 환경에 자극(물체, 소리, 냄새 등) 도입을 포함한 행동 풍부화를 통해 줄이거나 제거할 수 있다. 풍부화는 오랜 시간 효과를 유지하려면 다양하게 제공되어야 한다. 영장류와 같은 사회적 동물을 같은 종의 다른 구성원과 함께 사육하는 것도 도움이 된다. 그러나 일단 행동이 확립되면 뇌의 변화로 인해 때로는 제거하는 것이 불가능할 수 있다.

## 동물복지
사육 동물의 정형행동 발생과 지속적인 발현은 빠르게 동물복지 문제로 이어질 수 있다. 정형행동은 장기적인 동물 복지 문제의 가장 중요한 지표 중 하나로 간주된다. 정형행동의 장기적인 발현은 동물의 복지가 위태로운 상태에 있음을 시사한다. 밍크의 복지는 동물의 생산성에 영향을 미치므로 관리 측면에서 중요한 고려 사항으로 여겨진다. 부적절한 복지는 번식력 저하 및 성장률 저하와 연관되어 왔다.

## 동물 연구
극심한 정형행동은 동물 복지 문제일 뿐만 아니라 행동 연구에서 혼란 요인이 될 수 있다. 동물에 대한 행동 연구의 상당수는 피험자가 특정 수준의 정상적인 행동 기능을 가져야 하므로, 피험자가 보이는 상동 행동은 결과를 손상시킬 수 있다. 그러나 상동 행동의 표현은 연구자들에게 독특한 기회를 제공할 수도 있다. 인간의 기저핵 기능 장애 연구가 동물 정형행동 발달에 대한 통찰력을 제공한 것처럼, 상동 행동에 대한 동물 연구는 인간 임상 집단에서 관찰되는 많은 운동 정형행동 뒤에 있는 신경 메커니즘을 이해하는 데 도움이 될 수 있다.